# Séparation des mélanges gazeux
La séparation des mélanges gazeux est l'emploi de techniques visant à séparer des gaz entre eux, soit pour donner plusieurs produits, soit pour purifier un seul produit. De nombreuses méthodes peuvent être utilisées, soit à température ambiante, soit à plus basse température (distillation cryogénique et condensation fractionnée). Les mélanges gazeux les plus concernés sont l'air et le gaz naturel.

## Adsorption - désorption

### Adsorption à pression modulée
L'adsorption à pression modulée (PSA) pressurise et dépressurise le gaz autour d'un milieu adsorbant pour adsorber sélectivement certains composants d'un gaz, permettant à d'autres d'être éliminés sélectivement.

### Adsorption à température modulée
L'adsorption à température modulée (TSA) utilise une technique similaire à la précédente, mais elle fait varier la température au lieu de la pression.

## Distillation cryogénique
La distillation cryogénique est réalisée sur un gaz liquéfié. Le gaz est comprimé puis décomprimé rapidement, ce qui le refroidit et le liquéfie. En réchauffant progressivement ce gaz devenu liquide et en jouant sur les températures d'ébullition différentes, ses différents composants sont séparés.
La distillation cryogénique n'est généralement utilisée que pour des volumes très élevés en raison de sa relation non linéaire coûts-échelle, ce qui rend le procédé plus économique à plus grande échelle. Pour cette raison, elle est généralement utilisée uniquement pour la séparation des composants de l'air.

## Séparation membranaire
Les méthodes de séparation membranaire des gaz utilisent des membranes denses (pervaporation et perméation gazeuse) ou poreuses (diffusion gazeuse). Ces membranes permettent à certains gaz de passer et d'être éliminés, tandis que d'autre restent dans le flux du gaz d'alimentation. 

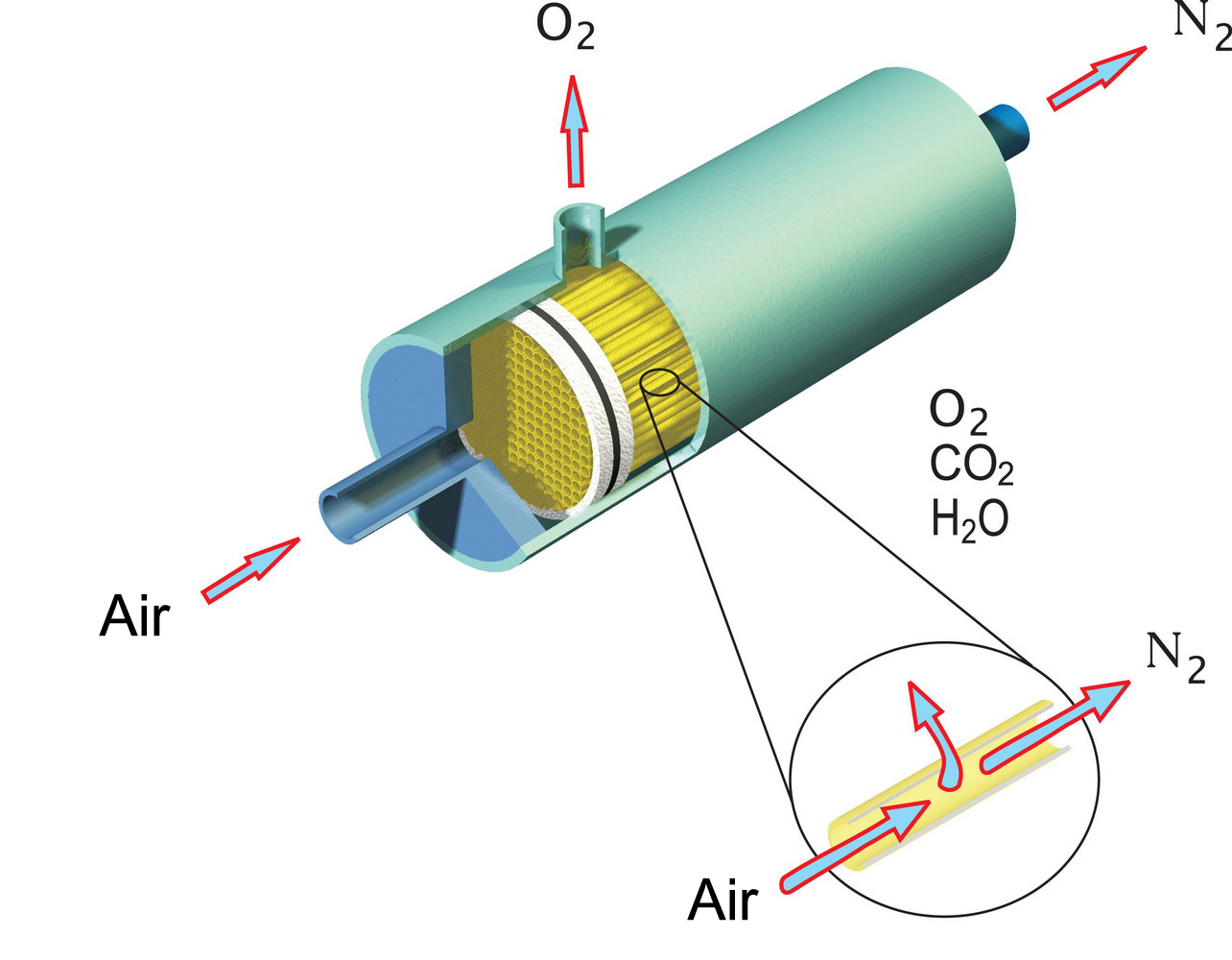
Schéma de séparation des gaz avec membrane

Ces techniques ne sont pas aussi bien développées que les autres techniques de séparation des gaz et, par conséquent, elles sont moins utilisées. Les défis de fabrication signifient que les unités sont mieux adaptées aux opérations à petite et moyenne échelle.
Les technologies membranaires sont le plus souvent utilisées pour l'élimination de l'humidité et l'enrichissement en diazote. Elles sont aussi utilisées pour la purification du gaz naturel en séparant le dihydrogène dans les gaz de raffinerie.

## Absorption
Le gaz est mis en contact à contre-courant avec un liquide de lavage. Ce liquide dissout ou réagit avec un des composants du mélange gazeux et laisse passer le reste. Un exemple de ce type de séparation est le lavage aux amines durant lequel le mélange gazeux passe à travers une solution aqueuse d'amines.

## Condensation fractionnée
Le mélange gazeux est refroidi en plusieurs étapes au cours desquelles les fractions condensées sont retirées. Pour des molécules dont la phase liquide n'est pas stable à pression atmosphérique comme le dioxyde de carbone, la condensation peut être directement sous forme solide et nécessiter un grattage régulier du support.

## Choix de la technique
Le tableau suivant compare les différentes techniques du point de vue de l'intérêt d'utilisation :
| Technique                | Concentration du gaz à séparer du mélange gazeux | Quantité de mélanges gazeux à traiter | Niveau de récupération |
| ------------------------ | ------------------------------------------------ | ------------------------------------- | ---------------------- |
| Adsorption - désorption  | Faible                                           | Modérée                               | Élevé                  |
| Distillation cryogénique |                                                  | Élevée                                |                        |
| Séparation membranaire   | Forte                                            | Faible                                |                        |
| Absorption               | Faible                                           | Élevée                                | Modéré                 |